# Alexander Sergeev

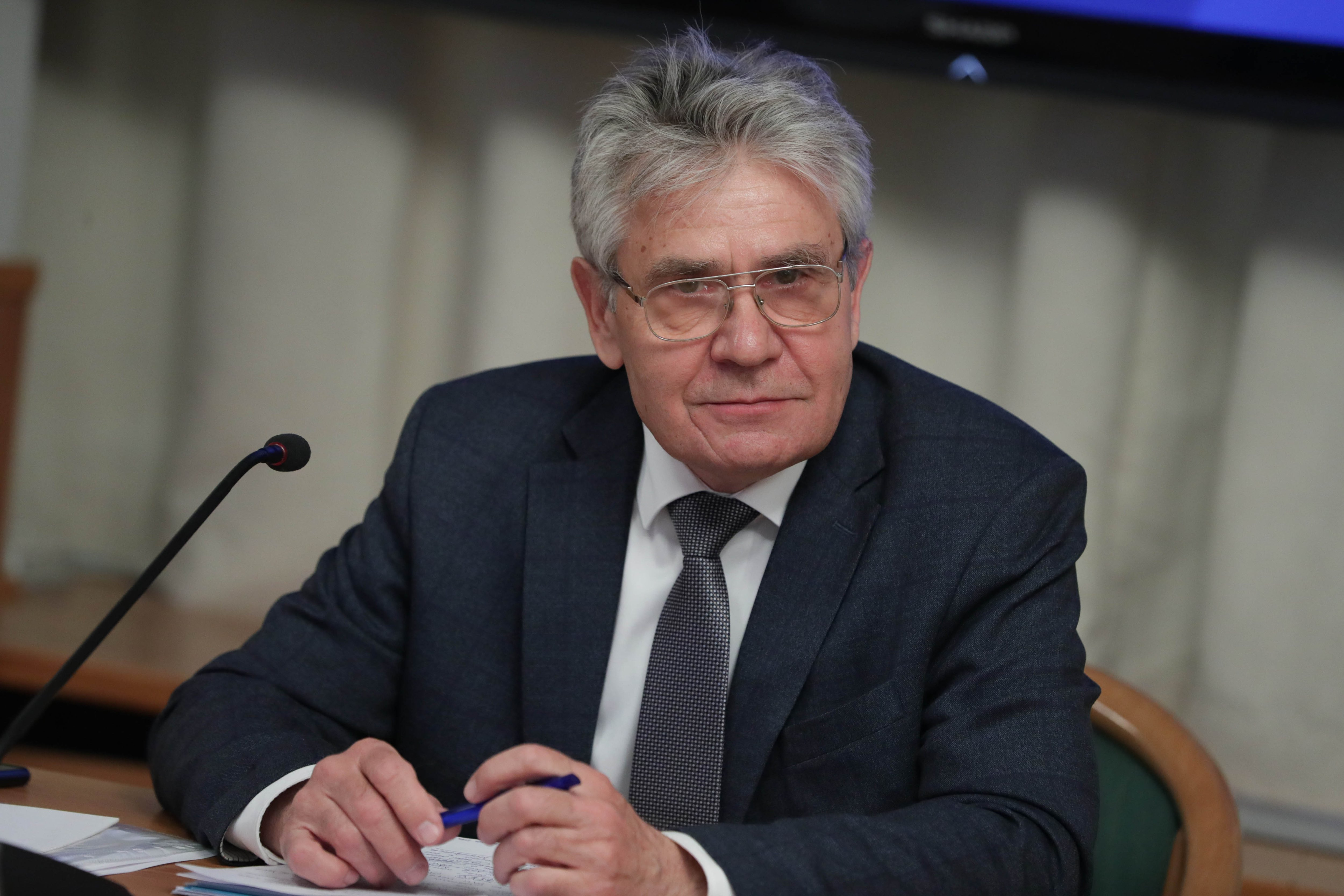
Alexander Sergeev, 2022

Alexander Mikhaylovich Sergeev (em russo:  Александр Михайлович Сергеев, 2 de agosto de 1955) é um físico russo. Foi presidente da Academia Russa de Ciências (2017-2022).